# Bruno av Olmütz
Biskop Bruno av Olmütz, född troligen 1204, död 17-18 februari 1281, biskop av Olmütz 1246/1247-1281. Son till greve Adolf III av Holstein (död 1225) och Adelheid von Querfurt (död före 1224).

## Biografi
Bruno von Schauenburg blev sockenpräst i Lübeck, domkyrkopräst i Magdeburg samt domprost i Hamburg. Påve Innocentius IV utnämnde honom 1245 till biskop av Olmütz, men Bruno kunde tillträda sitt nya ämbete först 1246/1247.
Biskop Bruno blev en av de viktigaste rådgivarna till böhmiska kungarna Wenzel och Ottakar II. Från 1262 var han böhmiske kungens ställföreträdare i Steiermark, och 1274 försvarade han denne vid konsiliet i Lyon. Efter kung Ottakars död 1278 utnämndes Bruno av tyske kung Rudolf I von Habsburg till ståthållare i Nord-Mähren och var därför regent i Böhmen 1278-1281.
I sitt biskopsstift var Bruno en stor reformator - kyrkoorganisationen reformerades, han gynnade den omfångsrika tyska kolonisationen i Nord-Mähren, och han lät bygga ut länssystemet. Brunos territorium hotades dock av mongoler och kumaner.